# Colobogynium
Colobogynium, monotipski biljni rod iz porodice kozlačevki dio tribusa Schismatoglottideae, potporodica Aroideae.
Jedina vrsta je C. tecturatum sa  Bruneja, otočja Natuna i Riaua. Prema Kew-u, sinonim je za Colobogynium variegatum (Veitch ex J.Dix) ined.

## Opis
Slabo poznati aroid dugih gracioznih listova. Reofit po potocima kamenitog dna.

## Sinonimi
- Schismatoglottis tecturata (Schott) Engl.; Engl. Pflanzenreich, Arac.-Homalomen.-Schismatoglott. 86 (1912)
- Homalomena fasciata Ridl.; J. Straits Branch Roy. Asiat. Soc. 44: 174 (1905)
- Schismatoglottis beccariana Engl.; Bull. Soc. Tosc. Ortic. 4: 297 (1879)
- Schismatoglottis beccariana var. albolineata Engl.; Bull. Soc. Tosc. Ortic. 4: 297 (1879)
- Schismatoglottis beccariana var. angustifolia Engl.; Bull. Soc. Tosc. Ortic. 4: 297 (1879)
- Schismatoglottis beccariana var. oblonga Engl.; Bull. Soc. Tosc. Ortic. 4: 297 (1879)
- Schismatoglottis crassifolia Engl.; Engl. Pflanzenreich, Arac.-Homalomen.-Schismatoglott. 86 (1912)
- Schismatoglottis fasciata (Ridl.) Engl.; Engl. Pflanzenreich, Arac.-Homalomen.-Schismatoglott. 87 (1912)
- Schismatoglottis variegata Hook. ex Engl.; DC. & A. DC., Monogr. Phan. 2: 353 (1879)
- Schismatoglottis homalomenoidea M.Hotta; Mem. Coll. Sci. Univ. Kyoto, Ser. B. 32(3): 225 (1966)
- Schismatoglottis opaca Engl.; Engl. Pflanzenreich, Arac.-Homalomen.-Schismatoglott. 86 (1912)
- Schismatoglottis ornata Alderw.; Bull. Jard. Bot. Buitenzorg, sér. 3, 4: 220 (1922)
- Schismatoglottis parviflora M.Hotta; Mem. Coll. Sci. Univ. Kyoto, Ser. B, 32(3): 225 (1966)

## Vanjske poveznice
|  | Zajednički poslužitelj ima još gradiva o temi Colobogynium |
|  | Wikivrste imaju podatke o taksonu Colobogynium             |